# Saint-Germain-de-la-Grange
Saint-Germain-de-la-Grange – miejscowość i gmina we Francji, w regionie Île-de-France, w departamencie Yvelines.
Według danych na rok 1990 gminę zamieszkiwały 1462 osoby, a gęstość zaludnienia wynosiła 280 osób/km² (wśród 1287 gmin regionu Île-de-France Saint-Germain-de-la-Grange plasuje się na 559. miejscu pod względem liczby ludności, natomiast pod względem powierzchni na miejscu 660.).